# Synete subarcuata
Synete subarcuata är en fjärilsart som beskrevs av Sergius G. Kiriakoff 1979. Synete subarcuata ingår i släktet Synete och familjen tandspinnare. Inga underarter finns listade i Catalogue of Life.